# إيلي ديكاز
إيلي لويس ديكاز (بالفرنسية: Élie, duc Decazes) (28 أيلول 1780 ـ 24 تشرين الأول 1860) : سياسي فرنسي.

## حياته
درس إيلي ديكاز في المدرسية العسكرية في فاندوم من 1790 إلى 1799. درس بعدها القانون وأصبح قاضياً في المحكمة المدنية في السين عام 1805. عُين بعدها مستشاراً للويس بونابرت عام 1807، ومن ثم محامياً مستشاراً في محكمة الاستئناف في باريس. وفي نفس الوقت مستشاراً لملك الشاب لويس ملك هولندا ولوالدته.

## روابط خارجية
- إيلي ديكاز على موقع الموسوعة البريطانية (الإنجليزية)